# An-Nabk
An-Nabek o Al-Nabek ( en árabe: ٱلنَّبْك‎, romanizado: an-Nabk     ) es una ciudad siria en la administración de al Rif Dimashq y capital del Qalamoun . Situado 81 kilómetros (50,3 mi), al norte de Damasco y sur de Homs . Posee una altitud de 1255 metros. Según la Oficina Central de Estadísticas de Siria (CBS), en An-Nabek habíá una población de 32.548 habitantes según su último censo en 2004.  El Monasterio de San Moisés el Abisinio (Deir Mar Musa al-Habashi)  se encuentra ubicado a lo largo de las montañas del Anti-Líbano cerca de Nabek y data de al menos el siglo VI.
A mediados del siglo XIX, su población constaba de musulmanes sunitas, católicos siríacos y cristianos católicos melquitas . A mediados de la década de 1940, los 6.000 habitantes que habitaban el lugar eran musulmanes sunitas.

## Historia
An-Nabek fue mencionado por geógrafos árabes en los siglos XII al XIII d. C. Ibn Jubayr registró que era un pueblo al norte de Damasco "con mucha agua corriente y amplios campos de cultivo". Yaqut al-Hamawi escribió en 1225 que "es un buen pueblo con grandes recursos. . . Existe un manantial que es frío en el verano, y con agua clara y potable. Según parece, su fuente de origen está en Yabroud .”  Durante la Guerra Civil Siria, la ciudad y el área circundante quedaron bajo la influencia de los combatientes rebeldes en un área que se extendía hacia el Líbano. Este  refugio  rebeldes fue aniquilado por las fuerzas sirias y de Hezbolá en la ofensiva de Qalamoun (julio-agosto de 2017), y en donde los combatientes rebeldes se rindieron a las tropas del gobierno sirio. 

## Puntos de referencia
Deir Mar Musa al-Habashi, el  Monasterio de San Moisés el Abisinio, está ubicado sobre la ciudad al este.